# グレゴワール・アミオ
グレゴワール・アミオ（Grégoire Amiot、1995年5月10日 - ）は、フランス・ショレ出身の元サッカー選手。現役時代のポジションはDF。

## 経歴
2019年7月12日、フォルトゥナ・シッタートと2年契約を交わした。